# Копейко, Сергей Григорьевич
Сергей Григорьевич Копейко (8 [21] октября 1907, Харьков — 11 октября 2000, Шебекино, Белгородская область) — советский футболист.
Всю карьеру игрока провёл в родном Харькове. Играл за команды «Строитель», «Желдор» (1928), «Динамо» (1929—1935, 1937), «Спартак» (1936), «Сельмаш» (1938—1940). В чемпионате 1938 года провёл 24 матча.
В 1966 году — старший тренер «Спартака» Белгород.